# Lyudmila Yevgen'yevna Ulitskaya
Lyudmila Evgenyevna Ulitskaya (tiếng Nga: Людмила Евгеньевна Улицкая) là nhà văn hiện đại người Nga, nổi tiếng về các tiểu thuyết và truyện ngắn.

## Tiểu sử
Bà sinh ngày 21.2.1943 tại thành phố Davlekanovo, Bashkiria. Bà lớn lên ở Moskva, tốt nghiệp môn di truyền học từ Đại học Quốc gia Moskva. Sau khi tốt nghiệp, bà làm việc trong ngành hóa sinh và di truyền học. Ulitskaya bắt đầu sự nghiệp văn học khi làm cố vấn văn học cho nhà hát kịch Do Thái. Trong đầu thập niên 1990, bà đã viết 2 kịch bản phim The Liberty Sisters (Сестрички Либерти, 1990) và A Woman for All (Женщина для всех, 1991).
Tiểu thuyết ngắn đầu tiên của Ulitskaya, quyển Sonechka (Сонечка), được Novy Mir xuất bản năm 1992, hầu như ngay lập tức đã được hết sức ưa chuộng, và được lọt vào danh sách đề cử cho Giải Russian Booker. Ngày nay các tác phẩm của bà rất được các độc giả thông thường cùng các nhà phê bình Nga cũng như nhiều nước khác yêu thích.
Một số chủ đề liên kết với nhau là đề tài chính trong tác phẩm của bà: sự cần thiết lòng khoan dung tôn giáo và khoan dung dân tộc, vấn đề giới trí thức trong nền văn hóa Liên Xô, các vấn đề gia đình và giới tính, cuộc sống hàng ngày như một chủ đề văn học, và hình ảnh mới của thể xác (thể xác tình dục, thể xác tàn tật, vv...). Năm 2006, bà xuất bản quyển "Daniel Stein, Translator" (Даниэль Штайн, переводчик), một cuốn tiểu thuyết nói về Holocaust và sự cần thiết phải hòa giải giữa Do Thái giáo, Kitô giáo, và Hồi giáo.
Các tác phẩm của bà đã được dịch ra nhiều ngôn ngữ và nhận được nhiều giải thưởng văn học Nga và quốc tế, trong đó có giải Booker Nga cho quyển Kukotsky's Case (Казус Кукоцкого) (2001). (Ulitskaya là phụ nữ đầu tiên nhận được giải thưởng uy tín này). Ở Đức bà thường xuyên xuất bản các bài bình luận về các vấn đề xã hội và tích cực tham gia vào các dự án nhân đạo làm gia tăng tiếp cận với văn học.
Ở Đức các tiểu thuyết của bà đã được đưa vào danh sách những sách bán chạy nhất, nhờ việc đưa chúng vào chương trình truyền hình do nhà phê bình văn học Elke Heidenreich giới thiệu. Một số lớn tiểu thuyết và truyện ngắn của bà cũng đã được dịch sang tiếng Anh và tiếng Pháp.
Lyudmila Ulitskaya hiện cư ngụ ở Đức ở Berlin.

## Giải thưởng

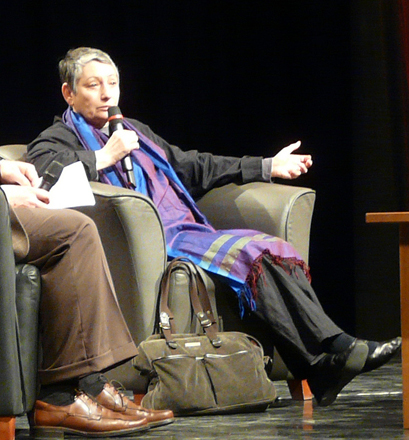
Lyudmila Ulitskaya là khách danh dự ở Liên hoan Sách quốc tế Millenáris, Budapest lần thứ 16 năm 2009

- Penne Prize (1997, Ý)
- Giải Médicis (1998, Pháp)
- Giuseppe Acerbi Award it:Premio Letterario Giuseppe Acerbi (1998, Ý) cho tiểu thuyết Sonechka
- Russian Booker Prize (2002, Russia) cho tiểu thuyết Kukotsky Case
- Ordre des Palmes Académiques hạng Chevalier (2003, Pháp)
- Novel of the Year Prize (2004, Nga) cho tiểu thuyết Sincerely yours, Shurik
- Best Writer of the Year Ivanushka Prize (2004, Russia)
- Ordre des Arts et des Lettres hạng Chevalier (2004, Pháp)
- National Literature Prize for Sincerely yours, Shurik (2005, China)
- Penne Prize (2006, Italy) cho tiểu thuyết Kukotsky Case
- National Olympia Prize of Russian Academy of Business (2007, Nga)
- National Literary Prize BIG BOOK (2007, Nga) cho tiểu thuyết Daniel Stein, Translator
- Father Alexander Men Award (2008, Đức-Nga)
- Đề cử cho Giải Man Booker quốc tế 2009 (trong đó có 14 tác giả từ 12 nước khác nhau: Mario Vargas Llosa, E.L Doctorow và V. S. Naipaul (người đoạt Giải Nobel Văn học 2001)
- Giải Simone de Beauvoir (2011, Pháp)

## Một số tác phẩm
- Sonechka (Сонечка, 1995)
- Medea and Her Children (Медея и ее дети, 1996)
- The Funeral Party (Веселые похороны, 1997)
- Kukotsky's Case (Казус Кукоцкого, 2001)
- Women’s Lies  (Сквозная линия, 2003)
- Sincerely Yours, Shurik (Искренне Ваш Шурик, 2003)
- The People of Our Tsar (Люди нашего царя, Moskva, 2005)
- Daniel Stein, Interpreter (Даниэль Штайн, переводчик, Moskva, 2006)
- Russian Jam and Other Plays (Русское варенье и другое, Moskva, 2008)
- Imago (Russian title 'Green Tent', Зеленый шатер, 2010)

## Tác phẩm Online
- Kukotsky's Case full text Lưu trữ ngày 10 tháng 7 năm 2004 tại Wayback Machine (tiếng Nga)